# 肉胞子虫症
肉胞子虫症（にくほうしちゅうしょう）あるいはサルコシスチス症（さるこしすちすしょう、英:sarcocystosis）とは肉胞子虫と呼ばれる Sarcocystis 属原虫の寄生を原因とする寄生虫病。Sarcocystis属原虫のオーシストは終宿主内でスポロゾイトを形成し、多くはオーシスト壁が壊され4個のスポロゾイトを含むスポロシストが糞便中に排泄される。中間宿主内では腎臓や脳の血管内皮でメロゴニーによりメロゾイトを形成する。メロゾイトは横紋筋へ移動し、サルコシストを形成する。終宿主へは中間宿主の捕食により移行し、サルコシスト内のブラディゾイトは腸管上皮細胞でガメトゴニーを行い、ザイゴートを経てオーシストを排泄する。Sarcocystis属の中ではSarcocystis crusiが病原性が高く、ウシに発熱、食欲不振、体重減少、貧血、衰弱などの急性サルコシスチス症を引き起こす。診断は糞便材料を用いて浮遊法によりスポロシストを検出する。産業動物では通常は治療を行わない。
| 中間宿主 | 終宿主 | 種類                     |
| -------- | ------ | ------------------------ |
| ウシ     | イヌ   | Sarcocystis cruzi        |
| ウシ     | ネコ   | Sarcocystis hirsuta      |
| ウシ     | ヒト   | Sarcocystis hominis      |
| ブタ     | イヌ   | Sarcocystis miescheriana |
| ブタ     | ネコ   | Sarcocystis porcifelis   |
| ブタ     | ヒト   | Sarcocystis suihominis   |
| ヒツジ   | イヌ   | Sarcocystis ovicanis     |
| ヒツジ   | ネコ   | Sarcocystis tenella      |
| ウマ     | イヌ   | Sarcocystis bertrami     |
| ウマ     | イヌ   | Sarcocystis fayeri       |